# 荷尔斯泰因基尔
基尔体育俱乐部荷尔斯泰因1900（Kieler Sportvereinigung Holstein von 1900 e.V.），通常被称为荷尔斯泰因基尔，是位于德国石勒苏益格-荷尔斯泰因州基尔市的一个体育俱乐部，拥有约1000名会员。 荷尔斯泰因基尔最为人所熟知的是其足球部门，球队自2009–10赛季起在德国足球丙级联赛作赛，並在2016-2017升到德國足球乙級聯賽作賽。球队的主色调是蓝衣、白裤及红袜，并因红色长袜而被球迷昵称为“白鹳”。球队的主场是可容纳 11,386 名观众的荷尔斯泰因体育场。球队历史上获得的最高荣誉是曾于1910年和1930年两次赢得德国足球亚军以及1912年赢得德国足球冠军。
除了男子足球项目，俱乐部还拥有手球、女子足球、网球及竞技啦啦队等部门。女子足球队自2005年起参加德国女足乙级联赛，女子手球队则获得过1971年的德国冠军。

## 成立历史

### 俱乐部前身：基尔足球俱乐部荷尔斯泰因（荷尔斯泰因基尔）
基尔足球俱乐部荷尔斯泰因(Kieler Fußball-Club Holstein)是在1902年5月4日由弗里德里希·布吕格曼、瓦尔特·杜登及汉斯·高施等几名高中生在奥伯里亚学院(今天的赫贝尔学院)成立。.1908年球队改名为足球俱乐部荷尔斯泰因1902(Fußball-Verein Holstein von 1902，简称为FV Holstein Kiel)，1912年，球队因引入田径及曲棍球项目而再次改名为体育俱乐部1902(Sportverein Holstein von 1902，简称为SV Holstein Kiel)。经过几年的发展，俱乐部由基尔当地一个自负盈亏的学生俱乐部跃居为当时德国最具实力的足球俱乐部之一。俱乐部的会徽是一个简单巨大的“H”(荷尔斯泰因的头字母)，镶嵌在蓝色球衣的左胸上。1914年起又在H的周边加上圆形边框，并暗化背景。

### 合并伙伴：基尔足球俱乐部1900(基尔1900)
基尔足球俱乐部1900(Kieler Fußball-Verein von 1900,简称KFV von 1900)的成立源自20世纪初期足球运动在德国日益兴起的时候，1899年2月，两个来自德国南部的大学生(姓名不详)便已在基尔男子体操俱乐部1844(Kieler Männer-Turnverein von 1844，简称为KMTV)中引入了足球运动。1900年初，另一个来自南德的足球爱好者阿图尔·拜尔从卡尔斯鲁厄的前身卡尔斯鲁厄凤凰队转投而来， 在他的带领下KMTV设立了足球分部。1900年10月7日，拜尔又带领KMTV的其它8名成员前往吕贝克，与吕贝克体操队进行了一场足球比赛，而KMTV的出场者没有一名是体操运动员。这一事件意味着基尔足球俱乐部1900正式成立，同时也宣告基尔当地足球运动的正式诞生。在1902年荷尔斯泰因基尔成立后，基尔1900又在同年8月为自己冠以“第一”头衔，改名为第一基尔足球俱乐部1900。
尽管足球运动在基尔1900俱乐部中有着先驱地位，但直到第一次世界大战前，球队的表现却每况愈下。1909年之后，俱乐部转而集中更多的精力发展田径运动，在当时被视为德国北部一个重要的田径俱乐部。

### 正式合并
1917年6月7日，基尔1900俱乐部及荷尔斯泰因基尔俱乐部的决策层在基尔中央酒店召开联席会议，总结除了1票弃权外，一致通过了如下决议：批准两家俱乐部将以“基尔足球俱乐部荷尔斯泰因1900”的名义合并为统一的足球俱乐部。
至此，基尔市的第一家足球俱乐部及最成功的足球俱乐部合并在了一起。合并的主要发起者除了恩斯特·福格， 还有一直致力于开拓基尔足球运动的基尔1900俱乐部创始者之一乔治·P·布拉什科， 他曾在1909年便推行了俱乐部常任理事轮换制的设想。除了乔治·P·布拉什科，两家俱乐部的实力受到第一次世界大战的影响被削弱也是合并的重要原因。合并对于基尔1900而言是个艰难的抉择，因为他们需要加入荷尔斯泰因基尔并完全从属于后者，而并不仅是更换如今的队名。荷尔斯泰因基尔在1911年建造的荷尔斯泰因体育场将成为新俱乐部的主场，基尔1900需要放弃其于1914年建造的场地，以及俱乐部原有的会徽和黑、绿的主色调。新俱乐部的主色调及运动装备将沿用荷尔斯泰因基尔的蓝-白-红色。基尔1900唯一获得保留的是将其成立日期写入了俱乐部章程，这也是俱乐部合并后的一种常见做法(如汉堡或斯图加特)。
基尔体育俱乐部荷尔斯泰因1900的官方成立日期为1900年10月7日。俱乐部目前的名称则始用于1917年6月7日。俱乐部的命名引用了石荷州的南部地区荷尔斯泰因的名称。俱乐部蓝、白、红的主色调对应于石荷州的主色调。俱乐部会徽定立1921年， 至今没有再多的变化，保持着原有的基本结构(基尔市徽、颜色、字体)。 此前在1917至1921年间沿用旧的队徽，只是在白色H字样上配上白色圆框及暗化背景。

## 运动历史

### 最成功的时期(1900-1933)
荷尔斯泰因基尔历史上取得的第一次及最大成功发生在20世纪前期。1903年基尔球类运动协会成立，正式开始组织当地的足球比赛。在德国足协的要求下，其旗下7个区域组织包括汉堡-阿尔通纳，不来梅，基尔，汉诺威，不伦瑞克大公国，梅克伦堡及下威悉地区一同重组为北德足球协会(Norddeutschen Fußball-Verband，简称NFV)。NFV下属各自区域的冠军可以参加1906年起举办的北德足协锦标赛，冠军则可获得参加德国足球冠军赛的资格。荷尔斯泰因基尔在1906年和1908年的北德足协锦标赛中两次进入半决赛对阵汉堡维多利亚，1909年则对阵布伦瑞克，但都以失败告终。荷尔斯泰因基尔首次夺得北德足协锦标赛的冠军是在1910年，他们在决赛中以7比1战胜云达不来梅。俱乐部作为北德冠军于当年首次参加德国足球冠军赛，并于1910年5月15日在科隆魏登佩舍尔公园成为德国冠军赛亚军。在决赛中他们的对手是当时顶尖的球队卡尔斯鲁厄FV，一支拥有5名国脚的俱乐部，最终荷尔斯泰因基尔以0比1败北。1911年荷尔斯泰因基尔再度以北德足协竞标赛冠军的身份参加德国足球冠军赛，却在半决赛负于了后来的德国冠军柏林维多利亚89。自1911年起荷尔斯泰因基尔开始以荷尔斯泰因体育场作为主场，因此这也是迄今德国足球最具传统和最古老的比赛场地。
1912年5月26日，荷尔斯泰因基尔迎来俱乐部历史上最大的成就，他们在这天赢得了德国足球冠军。作为北德足协锦标赛的冠军，荷尔斯泰因在德国足球冠军赛的决赛中以1比0战胜了1910年的德国冠军卡尔斯鲁厄FV。恩斯特·穆勒(Ernst Möller)在场上射入一个决定性的点球。汉堡高空体育场的10000名观众见证了这场胜利，同时也创造了当时北德地区的最高上座纪录。 这也是北德足球协会的第一个冠军头衔。荷尔斯泰因基尔还在当年以2比0击败马尔堡后夺得了德国学者冠军赛的冠军，因而成为德国足球史上的首个“双冠王”。当时几乎所有的足球运动员都受过中等教育且流动性不大，20世纪初蓬勃发展的港口城市基尔或许就能提供这样一个启示。当时海军中有不少爱好体育的士兵在这座城市帮助掀起了足球热潮，令当地许多知识分子参与到足球运动中并成为骨干成员。据统计，1914年基尔共有2033名活跃的足球员，约占全市总人口的百分之一，这在德国北部城市中是个较大的比例(汉堡4631人，吕贝克785人)。 荷尔斯泰因基尔在1909年至第一次世界大战之前一直是德国最具实力的球队，期间曾于1914年6月被德国足协委任代表德国前往瑞典马尔默参加波罗的海足球赛，荷尔斯泰因基尔先后以7比0战胜俄罗斯代表队和1比0战胜瑞典代表队，夺得赛事冠军。
第一次世界大战后，荷尔斯泰因基尔再次于1926年，1927年和1930年赢得北德足协锦标赛冠军以及6次亚军(1922年，1923年，1928年，1929年，1931年，1932年)。除了1926年和1931年两次进入德国足球冠军赛的半决赛，球队还于1930年6月22日第三次进入这项顶级赛事的决赛，在杜塞尔多夫莱茵体育场40000名观众的见证下，荷尔斯泰因基尔与对手柏林赫塔进行了一场激动人心的高比分决赛，最终前者以4比5告负。

### 高联赛(1933-1945)
在纳粹政权上台后，荷尔斯泰因基尔开始在高联赛北马克区作赛，这是纳粹德国划分的16个高联赛地区之一。高联赛北马克区被来自汉堡的两支俱乐部埃姆斯布特和汉堡SV所主导，9年时间内两家俱乐部瓜分了该联赛的全部冠军，其中埃姆斯布特5次，汉堡SV4次。荷尔斯泰因基尔曾5次获得该联赛的第3，最好成绩也仅是1937年获得过1次第2。因此俱乐部失去了参加德国足球冠军赛的机会，只有高联赛的地区冠军才有参赛资格。1939年第二次世界大战开始后，作为军港的基尔有大量士兵来到城市，他们当中的足球员也作为“客居球员”加入到荷尔斯泰因基尔及其它一些地方俱乐部中。其中最著名的客居球员是日后的国家队、世界杯冠军成员奥特玛·瓦尔特，他曾于1942/43赛季效力于基尔。
1942/43赛季，高联赛北马克区受到二战的拖累，后勤及资金无法得到保障，而被迫分成汉堡，梅克伦堡和石荷州联赛。荷尔斯泰因基尔在高联赛石荷州作赛，两次夺得冠军并得以参加德国足球冠军赛。1943年俱乐部在德国足球冠军赛的四分之一决赛中爆冷以4比1战胜当时的顶尖俱乐部沙尔克04，现场观众达到了创基尔纪录的18000人。 然而俱乐部却在半决赛中以1比3负于最后的冠军德雷斯顿SC。随后的第三名争夺赛中，俱乐部则4比1战胜第一维也纳1894获得第三名。
至此荷尔斯泰因基尔已经13次参与德国足球冠军赛，并3次进入决赛，5次进入半决赛。此后的1944/45赛季，高联赛受到战争的影响，在有限度的进行了几场比赛之后，便被迫解散了。

### 高级联赛北区(1945–1963)
二战结束后，基尔全城满目疮痍，荷尔斯泰因基尔俱乐部的许多设施被炸弹摧毁，因此一些部门如游泳部被迫解散。俱乐部在1945年至1947年间参加英占区的地区冠军赛，1947年参加石荷州联赛并获得亚军。俱乐部因此而获得了参加新成立的德国最高级别联赛——高级联赛的资格，直至1963年德甲联赛成立前，荷尔斯泰因基尔一直征战于这一级别联赛。高级联赛北区是一个覆盖了德国北部五个联邦州的联赛，其冠、亚军可以与其它分区冠、亚军一同在赛季末参与德国足球冠军的角逐。荷尔斯泰因基尔曾于1953年和1957年两次以高级联赛北区亚军的身份参加德国足球冠军赛，但均无出彩表现。
1963年德国足协成立新的顶级联赛德甲，入围俱乐部的评判标准除了各俱乐部的经济指标及过去12年的综合成绩外，还包括1962/63赛季在高级联赛的表现。荷尔斯泰因基尔在该赛季仅排名第5，失去了成为德甲创始俱乐部的机会。从高级联赛北区晋级德甲的3支球队分别是汉堡，云达不来梅及布伦瑞克。从1947年至1963年，荷尔斯泰因基尔在高级联赛北区的总成绩排名中名列第6(452场比赛： 188胜， 102平， 162负，得失球857:794， 积分469:419))。而在德甲成立之前俱乐部还获得过另外一项成就，便是在1961年赢得当时广受欢迎的德国业余锦标赛的冠军。荷尔斯泰因基尔的业余队在这项赛事的决赛中以5比1战胜希格堡SV。比赛是在汉诺威的下萨克森体育场进行，吸引了超过70000名球迷到现场观看。

### 地区联赛(1963-1974)
由于无法晋级德甲，荷尔斯泰因基尔自1963年起只得在新成立的地区联赛北区作赛。直至1974年，地区联赛都是德国的第二级联赛。地区联赛北区与高级联赛北区一样都是由下萨克森、石勒苏益格-荷尔斯泰因、不来梅和汉堡等联邦州的足协合并而成。荷尔斯泰因基尔在地区联赛北区中最成功的赛季是1964/65赛季。俱乐部作为北区冠军在1965年夏天参加了升级分组附加赛，却在附加赛中不敌同组对手门兴格拉德巴赫，无缘德甲。1966年，1967年和1970年俱乐部又接连仅获得北区第3，晋级德甲非常渺茫。于是荷尔斯泰因基尔与圣保利，奥斯纳布吕克，汉诺威阿米尼亚，吕贝克，沃尔夫斯堡和TuS不莱梅港这6支俱乐部一起，从1963年至1974年的11年间都维持在地区联赛北区作赛。在地区联赛北区这段时间的总排行榜中，荷尔斯泰因基尔位列第4((364场比赛： 174胜， 84平， 106负，得失球691:513 ， 积分432:296)。
1974/75赛季德国足协成立新的德乙联赛，地区联赛北区获得7个晋级席位。晋级的评判标准是参考各俱乐部最近5年于地区联赛北区的综合成绩，其中69/70和70/71赛季为单倍积分，71/72和72/73赛季为双倍积分，73/74赛季为四倍积分。因此1973/1974的表现直接影响着俱乐部的晋级命运。荷尔斯泰因基尔在最近5年的综合成绩排名第8，积分与奥林匹亚威廉港相同。但是后者凭借在1973/74赛季的排名更靠前，得以领到最后一张首届德乙的入场券。荷尔斯泰因基尔则历史上首次降入第3级别联赛。俱乐部从1974/75赛季起需要在德国足协重新设立的高级联赛北区作赛。

### 高级联赛北区及德乙联赛北区(1974-1994)
高级联赛北区或称业余高级联赛北区，与其更高级别的前身(1947-1963)一样，由来自汉堡，不来梅，下萨克森和石勒苏益格-荷尔斯泰因的俱乐部组成。在最初的两个赛季1974/75和1975/76中荷尔斯泰因基尔仅分别排名第10和第13。1976/77赛季俱乐部排名联赛第3，获得了参加北区升级分组附加赛的资格，然而在附加赛中俱乐部积分垫底，依然无缘升级。1977/78赛季俱乐部排名联赛第4，在资格赛中战胜威斯特法伦冠军帕德伯恩后再次进入北区升级分组附加赛。而在此前与帕德伯恩的资格赛中，荷尔斯泰因基尔主客场均与对手战平，在奥斯纳布吕克进行的第3场重赛中两队依然难分胜负(终场1比1)，荷尔斯泰因基尔通过点球决战中以5比3战胜对手。其后的升级附加赛上，俱乐部与OSV汉诺威，柏林勇敢及奥林匹亚博霍尔特同分在一个小组，最终荷尔斯泰因基尔排名小组第二，顺利晋级德乙联赛北区。
德乙联赛北区由来自北莱茵-威斯特法伦，西柏林，下萨克森，不来梅，汉堡及石勒苏益格-荷尔斯泰因的俱乐部组成。荷尔斯泰因基尔在1978年-1981年间参加了德乙联赛北区。 1978/79赛季和1979/80赛季俱乐部都排名北区第14位。1980/81赛季则以排名北区倒数第四的第19位完赛。 受到后个赛季德乙联赛南、北区合并重组的影响，荷尔斯泰因基尔与其它许多俱乐部一同降入了第3级联赛。由于德乙联赛南、北区将各保留10支球队，评判标准除了硬件技术指标外，还要参考各俱乐部最近3年于德乙联赛的综合成绩。荷尔斯泰因基尔在这项排名中仅列第19位因而直接降入高级联赛北区。
1981年降入高级联赛后的荷尔斯泰因基尔便一直停留在了这一级别，直到1994/95赛季第3级联赛重组。这一时期俱乐部最成功的赛季是在1982/83，赛季结束时排在积分榜第3位。此外在1987年，1989年，1991年又取得过三次第4位的成绩。从1974年至1994年，荷尔斯泰因基尔在高级联赛北区的总成绩排名中名列第4(566场比赛， 243胜， 150平， 173负，得失球913:757 ， 积分636:496)。

### 高级联赛与地区联赛之间(1994-2007)
1994/95赛季德国足协重新将地区联赛引入并成为新的第3级联赛，在1993/94赛季于高级联赛北区排名第1至第14位的俱乐部自动获得参加地区联赛北区的资格。由于荷尔斯泰因基尔在这个赛季排名联赛第7位，因此得以顺利晋级地区联赛。地区联赛北区与其更高级别的前身(1963-1974)一样，由来自汉堡，不来梅，下萨克森和石勒苏益格-荷尔斯泰因的俱乐部组成。1995/96赛季荷尔斯泰因基尔战绩糟糕，联赛结束时排名积分榜末位，历史上首次降入第4级联赛。俱乐部需要参加在1994/95年成立的高级联赛(汉堡/石荷区)。
经过两年在高级联赛(汉堡/石荷区)的努力，荷尔斯泰因基尔于1998年夏天重返地区联赛北区，直到2000年再度降级。这次降级则是受到了德国第3级联赛改革的影响，此前地区联赛的四个分区将被缩减为两个，排名北区前6的俱乐部才可留在地区联赛，荷尔斯泰因基尔尽管位列北区第8位，亦无可避免的再度降入第4级联赛。而在降级后的当个赛季俱乐部便轻松取得高级联赛(汉堡/石荷区)冠军，得以重返地区联赛。

### 近期(2007以后)
2006/07赛季后荷尔斯泰因基尔降入第4级的高级联赛北区。该联赛在2004/05赛季时重组，将原本的汉堡/石荷区及下萨克森/不来梅区两个赛区合并，缩小了两个赛区的水平差距。荷尔斯泰因基尔在高级联赛北区的2007/08赛季非常成功，俱乐部在第31轮以2比0战胜布伦瑞克二队后，提前两轮夺冠而升级。2008年正值第3级联赛制度再次发生变革，新设立了德国足球丙级联赛，高级联赛晋级的球队没有像以往一样进入第3级联赛，高级联赛北区的前五名只能晋级已处于第4级联赛的地区联赛北区。这时地区联赛北区则包含了北德及东德的大部分地区。
2008年6月4日荷尔斯泰因基尔第10次获得石荷州杯赛冠军，他们在决赛中以1比0战胜劲敌吕贝克，并获得2008/09赛季德国杯的参赛资格。
2008/09赛季的地区联赛北区中，荷尔斯泰因基尔从一开始便在积分榜上领先，在联赛结束后以3分的优势排名榜首，力压哈雷升入第3级联赛。
2020年1月13日，霍爾斯坦基爾在德國盃第2輪對上2019/2020賽季德甲冠軍拜仁慕尼黑，在最終點球大戰爆冷6比5獲勝，驚奇贏球的霍爾斯坦基爾晉級16強，將於2月2日對上同為德乙的達姆施塔特。

## 荣誉
- 德国足球冠军(1次): 1912
- 德国足球亚军(2次): 1910, 1930
- 德国学者冠军(1次): 1912
- 北德足球冠军(6次): 1910, 1911, 1912, 1926, 1927, 1930
- 北德足球亚军(7次): 1914, 1922, 1923, 1928, 1929, 1931, 1932
- 北德杯赛冠军[16](3次): 1925, 1926, 1928
- 北德杯赛亚军(3次): 1927, 1954, 1956
- 高联赛北马克区亚军(1次): 1937
- 高联赛石荷区冠军(2次): 1943, 1944
- 高级联赛北区亚军(2次): 1953, 1957
- 地区联赛北区冠军(1次): 1965
- 高级联赛汉堡/石荷区冠军 (2): 1998, 2001
- 高级联赛北区冠军(1次): 2008
- 地区联赛北区冠军(1次): 2009
- 石荷州杯赛冠军(10次): 1978, 1983, 1991, 1994, 1996, 2002, 2003, 2005, 2007, 2008

## 资料来源
1. ↑  Quelle: Pressemappe 2009/10 Pressemappe Holstein Kiel[永久]
2. ↑  Quelle: 100 Jahre Holstein Kiel Seite 12, 13
3. ↑  Quelle: 100 Jahre Holstein Kiel Seite 11
4. ↑  Holstein Kiel Präsident von 1921–30 und 1948–49 geb. 1891 † Oktober 1949
5. ↑  Quelle: 100 Jahre Holstein Kiel Seite 27, Georg P. Blaschke geb. am 20. Januar 1876 in Schlesien † am 5. Mai 1929 in Kiel Infos zu Georg P. Blaschke （页面存档备份，存于）
6. ↑  Quelle: 100 Jahre Holstein Kiel Seite 30
7. ↑  zwei alte Beispiele des Holstein Kiel Wappens Bild Wappen 1930 （页面存档备份，存于） und Bild Wappen 1950 （页面存档备份，存于）
8. ↑  Quelle: 100 Jahre Holstein Kiel Seite 21
9. ↑  Quelle: 100 Jahre Holstein Kiel Seite 23
10. ↑  Quelle: Internet Seite mit Fußballdaten vor und nach 1945 （页面存档备份，存于）
11. ↑  Quelle: 100 Jahre Holstein Kiel Seite 54
12. ↑  Quelle: 100 Jahre Holstein Kiel Seite 222. Holstein Kiel wurde 1948/49 nach dem 8. Spieltag aus der Oberliga Nord ausgeschlossen und die bis dato erreichten Punkte finden bei der Gesamtpunktzahl keine Berücksichtigung nur die Spiele und Tore werden dazu gezählt (8 Spiele Saison 1948/49: 3 S, 3 U, 2 N, 17:11 Tore, 9:7 Punkte)
13. ↑  Quelle: Holstein Kiel Homepage unter Verein>Historisch>Holsteiner Nostalgie （页面存档备份，存于）
14. 1 2  Quelle: 100 Jahre Holstein Kiel Seite 222
15. ↑  .   [2021-01-14]. （原始内容存档于2021-01-15）.
16. ↑  Der Norddeutsche Pokal wurde von 1924/25 bis 1927/28 und von 1952/53 bis 1973/74 ausgetragen.